# Sundtjärnen (Floda socken, Dalarna)
Sundtjärnen är en sjö i Gagnefs kommun i Dalarna och ingår i Norrströms huvudavrinningsområde. Sjöns area är 0,051 kvadratkilometer och den befinner sig 275,5 meter över havet.